# Пахитен
Пахитен је потфаза профазе мејозе I у којој је кључни процес размена генетичког материјала између хомологих хромозома, односно, кросинг-овер. После ове потфазе хромозоми садрже гене оба родитеља, док су се пре тога могли разврстати на хромозоме са мајчиним и очевим генима.